# Los inventos del profesor Bacterio
Los inventos del profesor Bacterio est une bande dessinée espagnole illustrée par Francisco Ibáñez, appartenant à la franchise Mortadel et Filémon.

## Synopsis
Le Pr Bacterio a une série d'inventions qui faciliteront la tâche des agents. Mais la première chose à faire est de tester si les inventions fonctionnent correctement. Mortadel et Filémon seront chargés de les tester, à leur grand regret.

## Adaptations
La bande dessinée est adaptée dans son intégralité dans l'épisode de Mortadel et Filémon.